# Sismo de Fukushima de 2016
O sismo de Fukushima de 2016 foi um sismo de magnitude 6,9 que atingiu o Japão, com o seu epicentro a localizar-se a 37 km a sudeste de Namie, Prefeitura de Fukushima às 05:59 (horário do Japão (UTC+9)) do dia 22 de novembro de 2016, a uma profundidade de 11,4 km (7,08 mi). O choque teve uma intensidade máxima de VII (muito forte) na escala de Mercalli. O sismo foi relatado inicialmente como tendo uma magnitude 7,3 pela Agência Meteorológica do Japão, número que foi aumentado mais tarde para 7,4. Por fim, o Serviço Geológico dos Estados Unidos e o GFZ Potsdam determinaram uma magnitude de 6,9 para o sismo.
Este sismo foi considerado uma réplica do grande sismo de 2011 que atingiu a região e causou tsunami e um acidente nuclear. No total, dezesseis pessoas ficaram feridas durante este sismo e pequenos danos foram relatados.

## Tsunami
As autoridades japonesas aconselharam as pessoas da região costeira de Fukushima a evacuarem imediatamente devido a um possível tsunami com ondas de até 3 metros. Ondas de até um metro de altura atingiram a costa de Fukushima cerca de uma hora após o sismo, e a emissora pública NHK relatou a presença de um tsunami de 1,4 metros na área de Sendai, na província de Miyagi.

## Impacto
Dezesseis pessoas ficaram feridas durante o sismo — incluindo fraturas e cortes causados por quedas de objetos — e danos menores foram registrados. Houve um incêndio em uma instalação de pesquisa em Iwaki. Um breve corte de energia foi relatado para cerca de 1 900 residências e trens expressos, incluindo o Shinkansen, que ficou fora de serviço por um tempo para permitir a inspeção dos trilhos.
O sismo fez com que os sistemas de resfriamento de combustível irradiado do terceiro reator da usina nuclear de Fukushima parassem, embora a circulação fosse restaurada após cerca de 100 minutos. Os níveis de radiação permaneceram inalterados após o breve desligamento.
O contrato de futuros Nikkei no Japão não foi significativamente impactado.